# Mali Komor
 Mali Komor  falu Horvátországban Krapina-Zagorje megyében. Közigazgatásilag Mače községhez tartozik.

## Fekvése
Krapinátóltól 13 km-re délkeletre, községközpontjától  3 km-re északnyugatra a Horvát Zagorje területén fekszik.

## Története
A falunak 1857-ben 151, 1910-ben 240 lakosa volt. Trianonig Varasd vármegye Zlatari járásához tartozott. 2001-ben 101 lakosa volt.

## Külső hivatkozások
A község hivatalos oldala